# Wesselin Topalow
Wesselin Topalow (bulgarisch Веселин Топалов, wiss. Transliteration Veselin Topalov; * 15. März 1975 in Russe) ist ein bulgarischer Großmeister im Schach.
Im Oktober 2005 errang Topalow den Titel des FIDE-Weltmeisters. Im selben Jahr wurde er mit dem Schach-Oscar ausgezeichnet. Durch seinen Wettkampf gegen den „klassischen“ Weltmeister Wladimir Kramnik in der Schachweltmeisterschaft 2006 wurde der seit 1993 geteilte Weltmeistertitel wiedervereinigt. Von April 2006 bis Januar 2007 war Topalow Führender in der Elo-Weltrangliste.

## Leben und Karriere

### Jugend und Aufstieg
Topalows Vater Alexander war Ökonom, seine Mutter Sneschina Ärztin. Im Alter von 7 Jahren erlernte Wesselin Topalow Schach und machte außergewöhnlich schnell Fortschritte. Sein erster Trainer war Dimitar Sinabow, ab 1987 dann Petko Atanassow.
1989 gewann Topalow die U14-Weltmeisterschaft in Aguadilla, Puerto Rico. 1992 wurde er Großmeister. Im November 1992 fuhr er mit seinem Manager Silvio Danailow nach Spanien und spielte dort zahlreiche Turniere, dabei legten sie über 25.000 Kilometer zurück. Ein Jahr später war Topalow Elfter der Weltrangliste. Seit Mitte der 1990er-Jahre zählt er zur engeren Weltspitze und ist dank seines kompromisslosen Kampfstils ein gern gesehener Teilnehmer bei den gegenwärtigen Top-Turnieren der Schachwelt. Seine längste Erfolgsserie hatte er im Jahre 1996, als er in Madrid (1.–2.), Amsterdam (1.–2.), León (1.–2.), Nowgorod (1.), Wien (1.–3.) und Dos Hermanas (1.–3.) siegte. 2002 gelangte er im Dortmunder Braingames-Kandidatenturnier in das Finalmatch, in dem er Péter Lékó mit 1,5:2,5 (+1 =1 −2) unterlag. Eine der meistkommentierten Partien überhaupt ist seine Annahme von Kasparovs Turmopfer 1999 in Wijk aan Zee.
Äußerst erfolgreich verlief für Topalow das Jahr 2005: im Januar belegte er in Wijk aan Zee den alleinigen 3. Platz, hinter Péter Lékó und Viswanathan Anand, und besiegte den amtierenden Weltmeister Wladimir Kramnik mit den schwarzen Steinen in 20 Zügen. Einen Monat später gelang ihm einer der größten Erfolge in seiner Karriere, als er das „Wimbledon“ des Schachs, das Turnier in Linares, gewann (geteilt mit Garri Kasparow, den er in der letzten Runde schlug). Im Mai 2005 setzte er seine Siegesserie fort und gewann das M-Tel Masters in Sofia mit einem Punkt Vorsprung auf Viswanathan Anand. Ihm gelang hier zum zweiten Mal in diesem Jahr ein Sieg mit den schwarzen Steinen gegen Wladimir Kramnik.

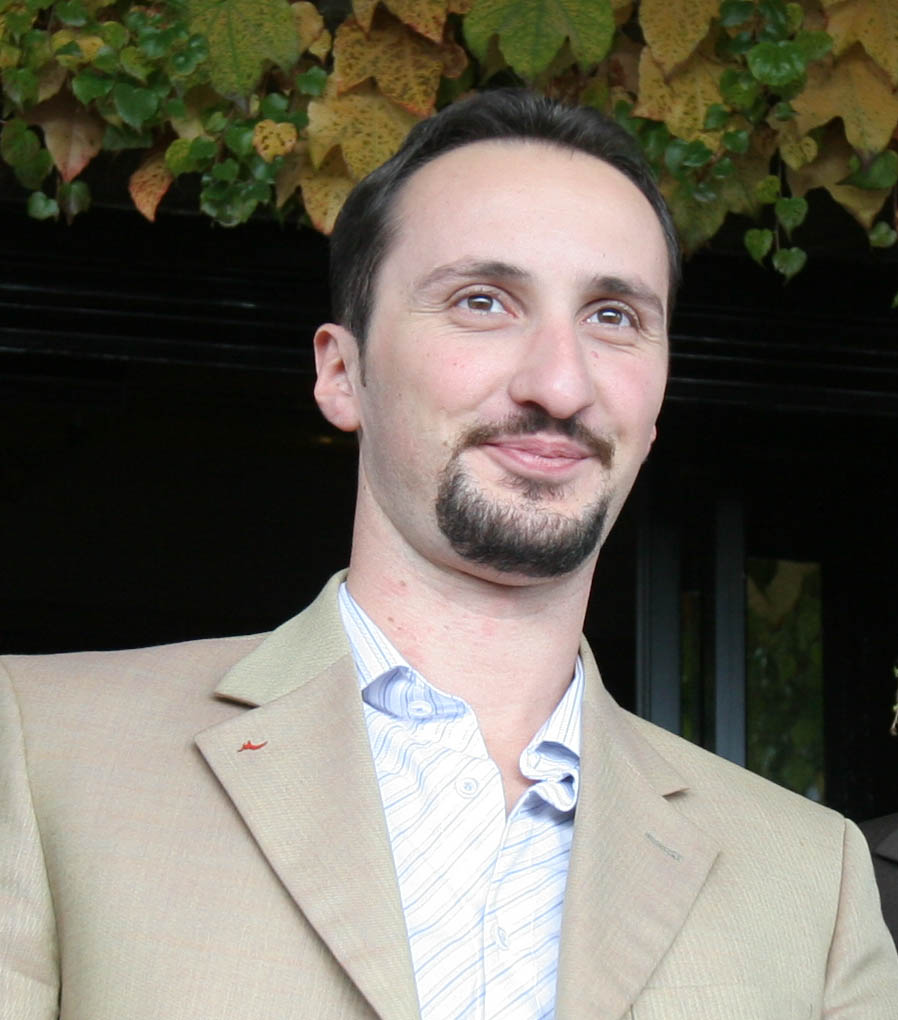
Wesselin Topalow bei seiner Ankunft in Sofia im Oktober 2005 nach dem Gewinn der FIDE-WM

### Weltmeister der FIDE 2005
Mit seinem Sieg beim WM-Turnier der FIDE im argentinischen San Luis 2005 erreichte er den bisherigen Höhepunkt seiner Karriere. Er zählte zu den Favoriten auf den Titel und gewann das Turnier in souveräner Manier. Durch seinen im ersten Durchgang des doppelrundigen Turniers erzielten Vorsprung (er gewann im ersten Durchgang sechs Partien und machte ein Remis) stand er bereits eine Runde vor Schluss als Sieger fest und wurde ohne Niederlage neuer FIDE-Weltmeister. Er wurde 2005 mit dem Schach-Oscar ausgezeichnet.

### Vereinigungskampf 2006
Nach Beendigung des Turniers von San Luis ließ Topalow durch seinen Manager Danailow verlauten, dass er zu einem Wettkampf (allerdings nicht um den WM-Titel) gegen den klassischen Schachweltmeister, Wladimir Kramnik, bereit sei. Kramnik seinerseits bot Topalow einen Titelvereinigungskampf an. Dieser fand im September–Oktober 2006 in Elista statt. Nachdem es nach dem letzten regulären Spiel 6:6 unentschieden stand, konnte Kramnik sich in den anschließenden Schnellschach-Tie-Breaks mit 2,5:1,5 durchsetzen und wurde damit unumstrittener Schachweltmeister.

### Weitere Erfolge 2006–2008
Einen großen Erfolg konnte Topalow im Januar 2006 feiern, als er das Spitzenturnier Corus Wijk aan Zee zusammen mit Viswanathan Anand gewann. Im April gewann er in Bukarest einen Wettkampf gegen den Europameister Liviu-Dieter Nisipeanu mit 3:1, im Mai erneut das M-Tel Masters in Sofia. Nach einem schwachen Turnier in Hoogeveen Ende des Jahres 2006 konnte er zu Beginn des Jahres 2007, gemeinsam mit Lewon Aronjan und Teymur Rəcəbov, beim sehr stark besetzten Großmeister-Turnier in Wijk aan Zee den Sieg erringen. Im November 2007 gewann er ein doppelrundiges Turnier der Kategorie 19 (sechs Teilnehmer, Elo-Schnitt 2701) im spanischen Vitoria-Gasteiz. Mit 7 Punkten aus 10 Partien platzierte er sich nach einem Endspurt mit drei Siegen in den letzten drei Runden mit 1,5 Zählern vor Ruslan Ponomarjow. Im September 2008 gewann er in Bilbao das Final Chess Masters, ein doppelrundiges Turnier der Kategorie 21. Im Dezember gewann er das Turnier Pearl Spring in Nanjing mit 7 Punkten aus 10 Partien.

### Kampf um den WM-Titel 2010
Im Kampf um den WM-Titel war Topalow als Sieger der FIDE-Weltmeisterschaft 2005 für das Kandidatenfinale qualifiziert. Dieses fand vom 16. bis zum 26. Februar 2009 in Sofia gegen Gata Kamsky statt. Topalow konnte es vorzeitig mit 4,5:2,5 (+3 =3 −1) Punkten für sich entscheiden. Der WM-Kampf gegen den amtierenden Schachweltmeister Viswanathan Anand fand vom 24. April bis zum 13. Mai 2010 ebenfalls in Sofia statt, wo Topalow mit 5,5:6,5 unterlag.

### Nach 2010
Im Kandidatenturnier 2011 zur WM 2012 schied er im Viertelfinale gegen Kamsky aus (1,5:2,5). Durch seinen Gesamtsieg beim FIDE Grand Prix 2012–2013 qualifizierte sich Topalow für das Kandidatenturnier 2014, bei dem er mit 6 aus 14 Punkten (+2 =8 −4) den letzten Platz belegte. Im Juni 2015 gewann er das Turnier Norway Chess (Elo-Durchschnitt 2782) mit 6,5 Punkten aus 9 Runden.

### Elo-Entwicklung
| Hier fehlt eine Grafik, die leider im Moment aus technischen Gründen nicht angezeigt werden kann. Wir arbeiten daran! |

## Stil

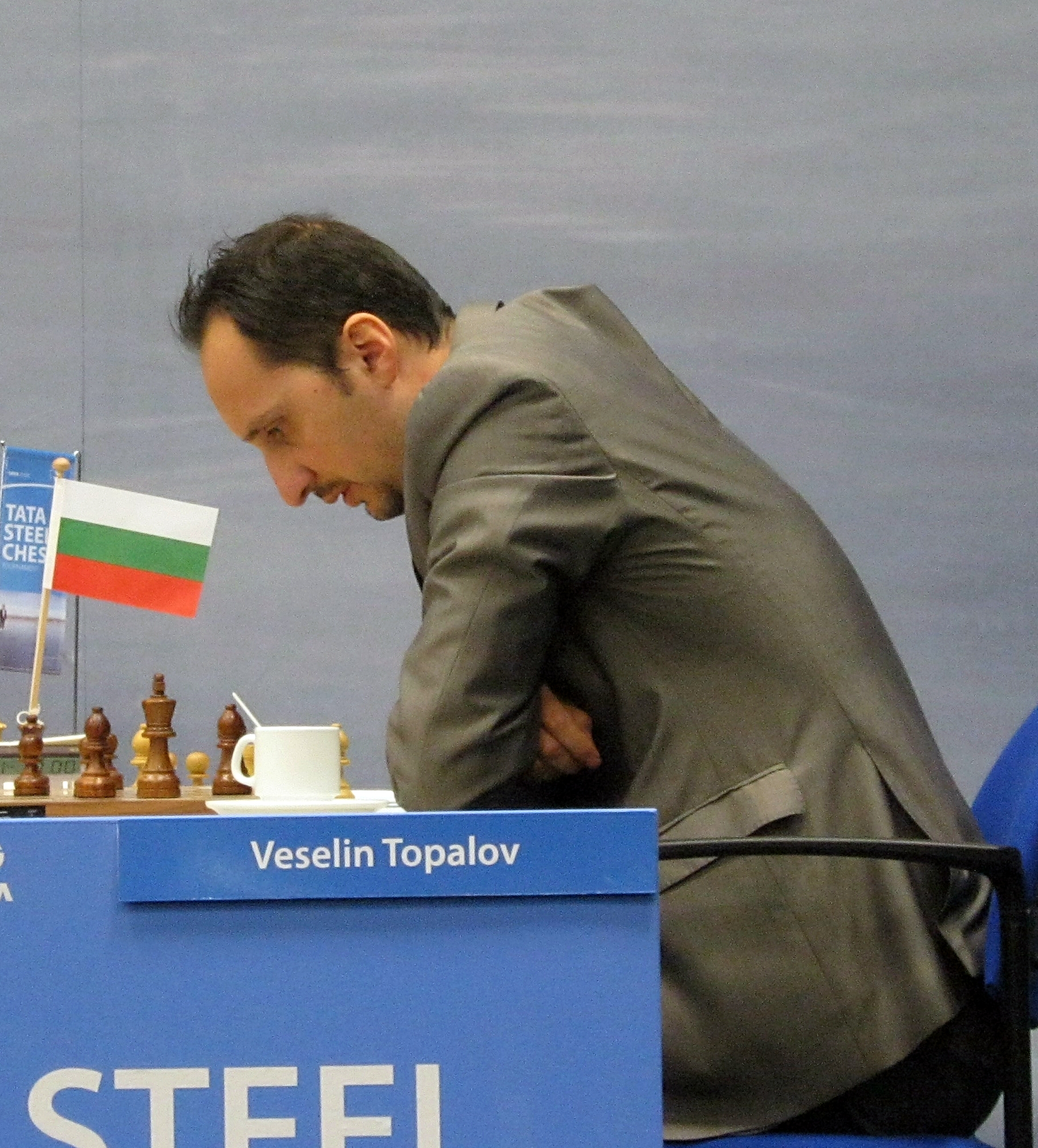
Wesselin Topalow beim Tata Steel-Schachturnier in Wijk aan Zee im Januar 2012

Topalow gilt als kompromissloser Kämpfer, der sich am Brett in einen „Fanatiker mit feurigen Augen“ verwandelt. Seine Stärke ist das Mittelspiel: Er ist ein guter Rechner und bevorzugt zweischneidige Stellungen, in denen er über die Initiative verfügt. In der Eröffnung spielt er bevorzugt aggressive Varianten, mit denen er Druck auf seine Gegner ausüben kann. Dabei profitiert er von seiner guten Vorbereitung, bei der er von seinem Sekundanten Iwan Tscheparinow unterstützt wird.
|   | a | b | c | d | e | f | g | h |   |
| 8 |   |   |   |   |   |   |   |   | 8 |
| 7 |   |   |   |   |   |   |   |   | 7 |
| 6 |   |   |   |   |   |   |   |   | 6 |
| 5 |   |   |   |   |   |   |   |   | 5 |
| 4 |   |   |   |   |   |   |   |   | 4 |
| 3 |   |   |   |   |   |   |   |   | 3 |
| 2 |   |   |   |   |   |   |   |   | 2 |
| 1 |   |   |   |   |   |   |   |   | 1 |
|   | a | b | c | d | e | f | g | h |   |

Stellung nach dem 11. Zug von Schwarz
Bekannt ist Topalow auch für seine Qualitätsopfer. Er galt früher als schwächer in der Defensive, außerdem unterliefen ihm für einen Spieler seiner Klasse verhältnismäßig viele einfache Fehler. Ein Beispiel dafür ist die 10. Matchpartie gegen Kramnik 2006. Um 2010 herum wird sein Stil universaler. So schreibt Schach 8/2013: „Unverkennbar ist eine Veränderung in seinem Spielstil: Statt der früher häufigen Partien aus einem Guss, steht er heute oft aus der Eröffnung heraus nicht besser, ist aber stärker darin geworden, schlechtere Stellungen zäh zu verteidigen“.
Eine aufsehenerregende Neuerung im Nahschach, die charakteristisch für seinen dynamischen Stil ist, spielte er beim Corus-Schachturnier im Januar 2008 gegen Kramnik. In der nebenstehenden Theoriestellung, die zuvor bereits vielfach in der Großmeisterpraxis vorkam, war der Zug 12. Se5xd7 allgemein üblich. Kramnik wollte ihn bereits auf seinem Partieformular notieren, als Topalow nach seinem Springer griff. Dieser brachte jedoch das unerwartete Opfer 12. Se5xf7!? und erhielt in der Folge einen starken Angriff gegen den schwarzen König. Kramnik konnte die entstehenden Probleme nicht lösen und verlor die Partie nach 45 Zügen. Für die ersten 40 Züge benötigte Topalow lediglich eine Stunde Bedenkzeit, was für seine gute Vorbereitung spricht. Die Diagrammstellung war am 24. Januar 2008 auf der Titelseite der Frankfurter Allgemeinen Zeitung abgebildet. Das Opfer war zuvor bereits in zwei Fernschachpartien gespielt worden, die beide Remis endeten.

## Liste der Turnierergebnisse (ohne Schnellschach)
| Turnier                                        | Ort                                  | Ergebnis/Punktezahl | Rang                                                                                                |
| 1989                                           | 1989                                 | 1989                | 1989                                                                                                |
| ---------------------------------------------- | ------------------------------------ | ------------------- | --------------------------------------------------------------------------------------------------- |
| U14-Weltmeisterschaft                          | Aguadilla (Puerto Rico)              | 10/11               | 1. Platz                                                                                            |
| 1992                                           |                                      |                     | |
|                                                | Terrassa (Katalonien, Spanien)       | 6,5/9               | 1. Platz                                                                                            |
| 1993                                           |                                      |                     | |
|                                                | Madrid (Spanien)                     | 6,5/9               | 2. Platz                                                                                            |
| 1994                                           |                                      |                     | |
|                                                | Las Palmas (Spanien)                 | 5,5/9               | 3. Platz                                                                                            |
| 1995                                           |                                      |                     | |
|                                                | Polanica-Zdrój (Polen)               | 7,5/11              | 1. Platz                                                                                            |
|                                                | Elenite (Bulgarien)                  | 6/9                 | 1. Platz                                                                                            |
|                                                | Belgrad (Jugoslawien, heute Serbien) | 6/11                | 4. Platz                                                                                            |
| 1996                                           |                                      |                     | |
|                                                | Amsterdam (Niederlande)              | 6,5/9               | 1. Platz                                                                                            |
|                                                | Dos Hermanas (Spanien)               | 6/9                 | 3. Platz                                                                                            |
|                                                | Madrid                               | 6,5/9               | 1. Platz                                                                                            |
|                                                | León (Spanien)                       | 3,5/6               | 1. Platz                                                                                            |
| 1997                                           |                                      |                     | |
|                                                | Madrid                               | 6,5/9               | 1. Platz                                                                                            |
|                                                | Dortmund                             | 5,5/9               | 3. Platz                                                                                            |
| 2001                                           |                                      |                     | |
|                                                | Sarajevo (Bosnien-Herzegowina)       | 6/9                 | 2. Platz                                                                                            |
|                                                | Dortmund                             | 6,5/10              | 2. Platz                                                                                            |
| 2002                                           |                                      |                     | |
|                                                | Cannes (Frankreich)                  | 6/9                 | 1. Platz                                                                                            |
| 2003                                           |                                      |                     | |
|                                                | Leon                                 | 4/8                 | 2. Platz                                                                                            |
|                                                | Benidorm (Spanien)                   | 7/10                | 1. Platz                                                                                            |
| 2004                                           |                                      |                     | |
| FIDE Weltmeisterschaft                         |                                      | 11,5/16             | 3. Platz                                                                                            |
| 2005                                           |                                      |                     | |
|                                                | Linares                              | 8/12                | 1. Platz                                                                                            |
|                                                | Sofia (Bulgarien)                    | 6,5/10              | 1. Platz                                                                                            |
| FIDE Weltmeisterschaft                         | San Luis (Argentinien)               | 10/14               | 1. Platz (Topalow wird FIDE-Weltmeister)                                                            |
| 2006                                           |                                      |                     | |
| Corus-Schachturnier                            | Wijk aan Zee (Niederlande)           | 9/13                | 1. Platz                                                                                            |
|                                                | Linares und Morelia (Mexiko)         | 8/14                | 3. Platz                                                                                            |
| M-Tel Masters                                  | Sofia (Bulgarien)                    | 6,5/10              | 1. Platz                                                                                            |
| Weltmeisterschaftskampf gegen Wladimir Kramnik | Elista (Kalmückien, Russland)        | 5/11 (+2 =6 −3)     | 6-6 unentschieden, dabei ein kampfloser Gewinn, dann 2,5-1,5 im Schnellschach-Tie-Break für Kramnik |
| 10th Essent Hoogeveen                          | Niederlande                          | 2,5/6 (+2 =1 −3)    | 3. Platz                                                                                            |
| 2007                                           |                                      |                     | |
| Corus-Schachturnier                            | Wijk aan Zee (Niederlande)           | 8,5/13              | 1. Platz                                                                                            |
| M-Tel Masters                                  | Sofia (Bulgarien)                    | 5,5/10              | 1. Platz                                                                                            |
| „Chess Champions League“-Turnier               | Vitoria-Gasteiz (Spanien)            | 7/10                | 1. Platz                                                                                            |
| 2008                                           |                                      |                     | |
| Corus-Schachturnier                            | Wijk aan Zee (Niederlande)           | 6/13                | 9. Platz                                                                                            |
| M-Tel Masters                                  | Sofia (Bulgarien)                    | 6,5/10              | 2. Platz                                                                                            |
| „Final Chess Masters“-Turnier                  | Bilbao (Spanien)                     | 6,5/10              | 1. Platz                                                                                            |
| Pearl Spring Chess Tournament                  | Nanjing (China)                      | 7/10                | 1. Platz                                                                                            |
| 2012                                           |                                      |                     | |
| 1. Turnier FIDE Grand Prix 2012–2013           | London                               | 7/11                | 1. Platz (geteilt mit Boris Gelfand und Şəhriyar Məmmədyarov)                                       |

## Nationalmannschaft
Topalow nahm mit der bulgarischen Nationalmannschaft an den Schacholympiaden 1994, 1996, 1998, 2000, 2008, 2010, 2012 und 2014 teil. Er gewann fünf individuelle Medaillen: 1994 erreichte er die beste Elo-Leistung aller Teilnehmer, 1998 und 2000 hatte er jeweils die zweitbeste Elo-Leistung aller Teilnehmer, 2008 erreichte er das drittbeste und 2014 das beste Ergebnis am Spitzenbrett. Außerdem vertrat er Bulgarien bei den Mannschaftseuropameisterschaften 1999, 2007, 2009, 2011 und 2013. Bei der Mannschafts-EM 1999 erreichte er die beste Elo-Leistung aller Teilnehmer, 2013 erreichte er das beste Ergebnis am ersten Brett.

## Vereine
Topalow nahm viermal am European Club Cup teil. Er gewann den Wettbewerb 1999 mit dem ŠK Bosna Sarajevo, 2012 und 2014 mit der Mannschaft von SOCAR Baku, mit der er 2013 auf dem dritten Platz landete. 2012 erreichte er außerdem das beste Ergebnis am dritten Brett, ebenso 2014 am zweiten Brett. In der spanischen Mannschaftsmeisterschaft spielte er 1999 und 2000 für die Mannschaft von CA Palm Oasis Maspalomas, mit der er 2000 den Titel gewann.

## Partien
- Kasparow – Topalow, Wijk aan Zee 1999
- Beim Corus-Schachturnier 2008 opferte Wesselin Topalow in der Moskauer Variante überraschend seinen Springer auf f7. Dieser Moment wurde am 24. Januar 2008 auf der Titelseite der Frankfurter Allgemeinen Zeitung abgebildet.[12]